# Katumba
Katumba – miasto w Tanzanii; w Regionie Mbeya; 115 100 mieszkańców (2006). Przemysł spożywczy.